# Letovice (nádraží)
Letovice jsou železniční stanice v západní části města Letovice v okrese Blansko v Jihomoravském kraji. Nádraží odděluje od centra města řeka Svitava. Leží na trati Brno – Česká Třebová. Stanice je elektrizovaná (25 kV 50 Hz AC). V Letovicích se dále nachází železniční zastávka Letovice zastávka.

## Historie
Stanice byla vybudována jakožto součást Severní státní dráhy spojující primárně tratě v majetku společnosti procházející Brnem a Českou Třebovou. Práce započaly roku 1843 ve směru od Brna v Obřanech, hlavním projektantem trati se stal inženýr Hermenegild von Francesconi. Práce zajišťovala brněnská stavební firma bratří Kleinů, která po určitou dobu měla svou kancelář v domě rodiny Blodigů ve Svitavách. První vlak dorazil na letovické nádraží 1. ledna 1849, roku 1869 byla zdvoukolejněna. Roku 1854 byla trať privatisována a provozovatelem se stala Rakouská společnost státní dráhy (StEG).
Na jižní straně prostoru nádraží je dochována původní budova nádraží, jejímž autorem je pravděpodobně vrchní architekt inženýr Anton Jüngling. Unikátně je v případě této stanice řešena vodárenská věž, která je zabudovaná přímo do těla stanice. Uvnitř se nacházelo mimo jiné zařízení pro předehřev vody do kotlů parních lokomotiv, aby nedocházelo k tepelným nerovnostem, věž je proto zakončena krátkým komínem. Nachází se zde též jednopatrová nádražní budova s hrázděnými prvky, později byla přistavěna staniční budova novější, která posléze přebrala hlavní funkce obsluhy nádraží.
Roku 1909 byla StEG zestátněna a provozovatelem se staly Císařsko-královské státní dráhy (kkStB), po vzniku samostatného Československa přešla stanice pod Československé státní dráhy. K dokončení elektrizace úseku Česká Třebová – Brno došlo až v 90. letech 20. století, pravidelný provoz elektrických souprav zde byl zahájen v roce 1999.

## Popis
Stanicí prochází První železniční koridor, leží na trase 4. Panevropského železničního koridoru. V letech 1992–1998 prošel celý traťový úsek rekonstrukcí, nachází se zde tři nekrytá nástupiště, ke kterým se přichází přechody přes kolejiště (2019).